# The Constable's Daughter
Pour plus de détails, voir Fiche technique et Distribution.
The Constable's Daughter (littéralement : La Fille du gendarme) est un film muet américain réalisé par Frank Cooley, sorti en 1915.

## Fiche technique
- Titre : The Constable's Daughter
- Réalisation : Frank Cooley
- Scénario : J. Edward Hungerford
- Producteur :
- Société de production : American Film Manufacturing Company
- Société de distribution : Mutual Film
- Pays de production :  États-Unis
- Langue : film muet avec les intertitres en anglais
- Métrage : 600 m
- Format : Noir et blanc — 35 mm — 1,33:1 — Muet
- Genre : Comédie dramatique
- Durée : 20 minutes
- Date de sortie : 
  - États-Unis : 6 mars 1915

## Distribution
- Joe Harris : Joe, le voleur de poulet
- Virginia Kirtley : Mildred Hicks, la fille du gendarme
- Fred Gamble : Silas Hicks, le gendarme
- Gladys Kingsbury : Mary Hicks, la femme du gendarme
- Webster Campbell : Bob, le clochard de la ville